# اقتصاد جزر المالديف
في العصور القديمة اشتهرت جزر المالديف بالودع، جوز الهند، التونة المجففة، (السمك المالديف)، العنبر (Maavaharu) ولودواسيا مالديفية (Tavakkaashi). السفن التجارية المحلية والأجنبية المستخدمة لتحميل هذه المنتجات في جزر المالديف وتقديمها الخارج.
في الوقت الحاضر الاقتصاد المختلط لجزر المالديف يقوم على الأنشطة الرئيسية للسياحة، صيد السمك والشحن البحري.

## الاتجاه الاقتصادي الكلي
هذا مخطط لاتجاه ناتج جزر المالديف المحلي الإجمالي بأسعار السوق المقدرة من قبل صندوق النقد الدولي مع أرقام الملايين بالروفيه.
| السنة | الناتج المحلي الإجمالي | سعر صرف الدولار | الناتج المحلي الإجمالي (بملايين الدولار الأمريكي) |
| ----- | ---------------------- | --------------- | ------------------------------------------------- |
| 1980  | 440                    | 7.58 روفيه      | 3.11                                              |
| 1985  | 885                    | 7.08 روفيه      | 3.85                                              |
| 1990  | 2,054                  | 9.55 روفيه      | 4.34                                              |
| 1995  | 4,696                  | 11.76 روفيه     | 6.29                                              |
| 2000  | 7,348                  | 11.77 روفيه     | 6.77                                              |
| 2005  | 10,458                 | 12.80 روفيه     | 5.33                                              |
| 2011  | 10,458                 | 15.40 روفيه     | 7.43                                              |

شهدت جزر المالديف تضخمًا منخفضًا نسبيًا على مدار السنوات الأخيرة. بلغ متوسط نمو الناتج المحلي الإجمالي الحقيقي حوالي 10٪ في الثمانينيات. وتوسع بنسبة استثنائية بلغت 16.2٪ في عام 1990، ولكن انخفض إلى 4٪ في عام 1993. وخلال العقد 1995-2004، بلغ متوسط نمو الناتج المحلي الإجمالي الحقيقي ما يزيد قليلاً عن 7.5٪ سنويًا. تقلص الناتج المحلي الإجمالي في عام 2005 نتيج لتسونامي بنحو 5.5٪. ولكن انتعش الاقتصاد في عام 2006 بزيادة قدرها 13٪.
يوضح الجدول التالي أهم المؤشرات الاقتصادية 1980-2020.
| السنة                                                                          | 1980       | 1985       | 1990       | 1995       | 2000       | 2005       | 2010       | 2015       | 2020       |
| ------------------------------------------------------------------------------ | ---------- | ---------- | ---------- | ---------- | ---------- | ---------- | ---------- | ---------- | ---------- |
| الناتج المحلي الإجمالي بالدولار الأمريكي (تعادل القدرة الشرائية)               | 0.24 مليار | 0.51 مليار | 0.80 مليار | 1.24 مليار | 2.01 مليار | 2.86 مليار | 4.65 مليار | 7.63 مليار | 7.27 مليار |
| نصيب الفرد من الناتج المحلي الإجمالي بالدولار الأمريكي (تعادل القدرة الشرائية) | 1,599      | 2,791      | 3,768      | 5,090      | 7,444      | 9,732      | 14,528     | 21,931     | 19.222     |
| التضخم (نسبة مئوية)                                                            | 27.9 %     | -9.16 %    | 15.5 %     | 5.49 %     | −1.18 %    | 2.46 %     | 6.15 %     | 1.37 %     | -1.59 %    |
| الدين الحكومي (نسبة مئوية من الناتج المحلي الإجمالي)                           | ...        | ...        | ...        | ...        | 39 %       | 43 %       | 53 %       | 55 %       | 146 %      |

## البيئية
هناك قلق متزايد تجاه الشعاب المرجانية والحياة البحرية بسبب تجريف الرمال والتلوث بسبب النفايات الصلبة وتسرب النفط وزيادة الحرارة. وجد بحث أجره الاتحاد الدولي للبحوث الرباعية في عام 2003 أن مستويات سطح البحر الفعلية في جزر المالديف قد انخفضت في السبعينيات وتتوقع تغيرًا طفيفًا في القرن المقبل. هناك أيضًا قلق بشأن صيد أسماك القرش المشكوك فيها في الجزيرة. يحظر القانون صيد أسماك القرش لكن هذه القوانين غير مطبقة. انخفض عدد أسماك القرش بشكل حاد في السنوات الأخيرة.
كما تشكل السحابة البنية الآسيوية التي تحوم في الغلاف الجوي فوق شمال المحيط الهندي مصدر قلق آخر. تشير الدراسات إلى انخفاض ضوء الشمس وزيادة المطر الحمضي من هذه السحابة.